# سعد بن زيد بن محسن
سعد بن زيد بن محسن كان شريفًا وأميرًا لمكة من عام 1666 إلى عام 1672، ومن عام 1692 إلى عام 1694، ومن عام 1694 إلى عام 1702، ثم لفترة وجيزة في عام 1704.

## الولادة
وُلِد سنة 1052 هـ (1642/1643م)، وهو ابن زيد بن محسن.

## العهد الأول
تُوفي الشريف زيد في مكة المكرمة يوم الثلاثاء 3 محرم 1077 هـ (6 يوليو 1666م)، بعد 35 عامًا على العرش. وقد خلَّف وراءه أربعة أبناء: سعد، وحسن، ومحمد يحيى، وأحمد. ولم يكن حاضرًا عند وفاته إلا سعد والحسن، وكان محمد يحيى في المدينة المنورة، وكان أحمد في نجد.
وبعد وفاة زيد حدث خلاف بين الأشراف حول من يخلفه في ولاية مكة. انحازت الأغلبية إلى حمود بن عبد الله، الذي استند ادعاؤه إلى حقيقة أن والده، الشريف عبد الله بن الحسن، هو الذي استدعى زيدًا من اليمن في الأصل ليكون حاكمًا مشاركًا مع ابنه محمد بن عبد الله. لم يدعم سعد للإمارة سوى مجموعة صغيرة من الأشراف، وهم: مبارك بن محمد الحارث، وراجح بن قايتباي، وعبد المطلب بن محمد، ومضر بن المرتضى، والحسين بن يحيى، وفارس بن بركات، ومحمد بن أحمد بن علي. وقد تقدم الطرفان بالتماس إلى عماد آغا، الذي كان بصفته سنجق بك لمدينة جدة وشيخ الحرم المكي ممثل الحكومة العثمانية في البلاد. قرر عماد آغا لصالح سعد وأرسل إليه الخلعة.

## ملحوظات
1. ↑  al-Sinjārī 1998، صفحة 239.
2. ↑  al-Sinjārī 1998، صفحة 236.
3. ↑  al-Sinjārī 1998، صفحة 240.
4. 1 2  Daḥlan 2007، صفحات 161–162.
5. ↑  al-‘Aṣimī 1998، صفحات 478–479.
6. ↑  al-Sinjārī 1998، صفحة 238.